# العلاقات البريطانية الكازاخستانية
أقيمت العلاقات بين كازاخستان والمملكة المتحدة رسميًا في 19 يناير 1992. افتتحت المملكة المتحدة سفارة في كازاخستان في أكتوبر من عام 1992 وافتتحت كازاخستان سفارة في المملكة المتحدة في فبراير من عام 1996. شهدت علاقات كازاخستان بالغرب تحسنًا كبيرًا في السنوات القليلة الماضية مع تعاون حكومة كازاخستان الوثيق في الحرب التي تقودها الولايات المتحدة على الإرهاب. بريطانيا هي ثالث أكبر مستثمر أجنبي في كازاخستان إذ تشكل الشركات البريطانية 14% من الاستثمار الأجنبي المباشر. وتمتلك أكثر من 100 شركة بريطانية أعمالًا تجارية في كازاخستان. تبلغ حصة بي إيه إي سيستمز 49% في طيران أستانا.

## الحوار الاستراتيجي الكازاخستاني البريطاني
يمثّل الحوار الاستراتيجي الكازاخستاني البريطاني منصة للتواصل والتعاون السياسيين المتبادلين. ويترأسه وزير خارجية كل دولة.

## العلاقات الاقتصادية والتجارة
المملكة المتحدة واحدة من أكبر ستة مستثمرين في الاقتصاد الكازاخستاني. بلغ تدفق الاستثمار الأجنبي المباشر من المملكة المتحدة بين عامي 2005 و2018 13 مليار دولار (10.8 مليار جنيه إسترليني). واستثمر المستثمرون والشركات البريطانية 25 مليار دولار أمريكي في كازاخستان منذ عام 1991. وفي عام 2018، بلغ إجمالي تدفق الاستثمار الأجنبي المباشر من المملكة المتحدة في كازاخستان 593.1 مليون دولار، بزيادة قدرها 11.1 % مقارنة بعام 2017 (533.8 مليون دولار). على مدى 10 أعوام، بلغ تدفق الاستثمار المباشر من المملكة المتحدة إلى كازاخستان 8.8 مليار دولار. الصناعة الأكثر جاذبية في كازاخستان لمستثمري المملكة المتحدة هي الأنشطة المهنية والعلمية والتقنية. إذ تبلغ حصتها 34.3% من الإجمالي، أو 7.8 مليار دولار. موّل مستثمرون من المملكة المتحدة أيضًا أنشطة مالية وتأمينية إلى حد كبير (2.4 مليار دولار) والتعدين واستغلال المحاجر (1.8 مليار دولار).
المملكة المتحدة هي أيضًا من بين أكبر عشرة شركاء تجاريين لكازاخستان. في عام 2018، بلغت قيمة التجارة المتبادلة 1.2 مليار دولار (1 مليار جنيه إسترليني). الحصة الرئيسية في دورة رأس المال هي تصدير السلع والخدمات الكازاخستانية، 63% أو 793.9 مليون دولار، في حين بلغت الواردات من المملكة المتحدة 466.8 مليون دولار، أو 37%. تتعاون المملكة المتحدة وكازاخستان لبناء البنية التحتية الداعمة والنشاط التجاري لممرات النقل عبر أوراسيا وممر طريق الحرير.
في عام 2019، بلغت قيمة التجارة الثانية 3.2 مليار دولار. صدّرت الشركات البريطانية 2.6 مليار دولار على شكل بضائع وخدمات إلى كازاخستان واستوردت المملكة المتحدة 737 مليون دولار على شكل بضائع من كازاخستان.

## التعاون في مجال الرقميات
تحتل المملكة المتحدة مراكز قيادية في التصنيف العالمي لتطوير التقنيات الرقمية والذكاء الصنعي. تتعاون كازاخستان مع المملكة المتحدة من أجل اعتماد وتنفيذ أفضل الممارسات البريطانية في المجال الرقمي. وذلك جزء متمم لتنفيذ برنامج كازاخستان الرقمي، الذي يهدف إلى تحسين مستوى المعيشة في كازاخستان من خلال استخدام التقنيات الرقمية.

## التعاون في مجال تطبيق القانون
في سبتمبر من عام 2020، أعلن الرئيس قاسم جومارت توكاييف في خطاب توجه به إلى الأمة أن الانتقال إلى «نموذج شرطة الخدمة» مع الشرطة المحلية سيستند إلى مبدأ «الشرطة في متناول اليد». ووفقًا لأحد كبار المسؤولين في وزارة الشؤون الداخلية، فإن هذا النموذج يتصور وجود مراكز للشرطة على مسافة قريبة من التجمعات المحلية وأن يكون عناصر الشرطة مدراءًا حازمين وواسعي الحيلة يعبئون التجمعات عند حل مشاكلهم الداخلية. وهو يحاول محاكاة شراكات السلامة المجتمعية، التي كانت قد طُبقت في المملكة المتحدة في أواخر تسعينيات القرن الماضي في ظل إدارة توني بلير الذي كان مستشار نزارباييف في العقد الثاني من القرن الحالي. في حين أن قلة قليلة من عناصر الشرطة فهمت ما يعنيه «نموذج شرطة الخدمة» من الناحية العملية، فقد أبلغ وزير الداخلية إرلان تورغيمباييف الرئيس قاسم جومارت توكاييف بشأن تجديد مراكز الشرطة المتداعية وبناء مراكز جديدة.

## مقارنة بين البلدين
هذه مقارنة عامة ومرجعية للدولتين:
| وجه المقارنة                                              | المملكة المتحدة                 | كازاخستان                      |
| --------------------------------------------------------- | ------------------------------- | ------------------------------ |
| المساحة (كم2)                                             | 242.50 ألف                      | 2.72 مليون                     |
| عدد السكان (نسمة)                                         | 66.02 مليون                     | 17.95 مليون                    |
| الكثافة السكانية (ن./كم²)                                 | 272.25                          | 6.6                            |
| العاصمة                                                   | لندن                            | نور سلطان                      |
| اللغة الرسمية                                             | لغة إنجليزية، اللغة الويلزية    | اللغة القازاقية، اللغة الروسية |
| العملة                                                    | جنيه إسترليني                   | تينغ كازاخستاني                |
| الناتج المحلي الإجمالي (بليون دولار)                      | 2.62 تريليون                    | 159.41 مليار                   |
| الناتج المحلي الإجمالي (تعادل القوة الشرائية) بليون دولار | 2.72 تريليون                    | 439.39 مليار                   |
| الناتج المحلي الإجمالي الاسمي للفرد دولار أمريكي          | 43.88 ألف                       | 10.51 ألف                      |
| الناتج المحلي الإجمالي للفرد دولار أمريكي                 | 40.23 ألف                       | 24.23 ألف                      |
| مؤشر التنمية البشرية                                      | 0.907                           | 0.788                          |
| رمز المكالمات الدولي                                      | +44                             | +7                             |
| رمز الإنترنت                                              | .uk، .gb                        | .kz، .қаз ‏                     |
| المنطقة الزمنية                                           | توقيت غرينيتش، توقيت غرب أوروبا | ت ع م+05:00، ت ع م+06:00       |

## مدن متوأمة
في ما يلي قائمة باتفاقيات التوأمة بين مدن بريطانية وكازاخستانية:
- ترتبط أبردين مع أتيراو باتفاقية توأمة منذ 1955.
- ترتبط مارجيت مع نور سلطان باتفاقية توأمة.
- ترتبط ستيفينيدج [الإنجليزية]‏ مع شيمكنت باتفاقية توأمة منذ 1963.
- ترتبط مانشستر مع تالديكورغان باتفاقية توأمة منذ 1983.

## منظمات دولية مشتركة
يشترك البلدان في عضوية مجموعة من المنظمات الدولية، منها:
| علم المنظمة | اسم المنظمة                               | تاريخ انضمام المملكة المتحدة | تاريخ انضمام كازاخستان |
| ----------- | ----------------------------------------- | ---------------------------- | ---------------------- |
|             | الاتحاد البريدي العالمي                   | ?                            | ?                      |
|             | بنك التنمية الآسيوي                       | 1966                         | 1994                   |
|             | يونسكو                                    | 4 نوفمبر 1946                | 22 مايو 1992           |
|             | البنك الدولي للإنشاء والتعمير             | 27 ديسمبر 1945               | 23 يوليو 1992          |
|             | وكالة ضمان الاستثمار متعدد الأطراف        | 12 أبريل 1988                | 12 أغسطس 1993          |
|             | الاتحاد الدولي للاتصالات                  | 24 فبراير 1871               | 23 فبراير 1993         |
|             | منظمة الشرطة الجنائية الدولية             | ?                            | ?                      |
|             | مؤسسة التمويل الدولية                     | 20 يوليو 1956                | 30 سبتمبر 1993         |
|             | مجموعة الموردين النوويين                  | ?                            | ?                      |
|             | الأمم المتحدة                             | 24 أكتوبر 1945               | 2 مارس 1992            |
|             | منظمة الأمن والتعاون في أوروبا            | 25 يونيو 1973                | 30 يناير 1992          |
|             | مؤسسة التنمية الدولية                     | 24 سبتمبر 1960               | 23 يوليو 1992          |
|             | الفريق المعني برصد الأرض                  | ?                            | ?                      |
|             | منظمة حظر الأسلحة الكيميائية              | ?                            | ?                      |
|             | المركز الدولي لتسوية المنازعات الاستشارية | 18 يناير 1967                | 21 أكتوبر 2000         |

## أعلام
هذه قائمة لبعض الشخصيات التي تربطها علاقات بالبلدين:
- إيرلان إدريسوف (سياسي كازاخستاني، 28 أبريل 1959 – )
- يرزان كازيخانوف (21 أغسطس 1964 – )

## وصلات خارجية
- موقع وزارة الخارجية البريطانية
- موقع وزارة الخارجية الكازاخستانية